# ジュニア世界ミステリー
ジュニア世界ミステリー（ジュニアせかいミステリー）は、ポプラ社より1968年に刊行された翻訳推理小説のジュブナイル叢書。
四六版、紙カバー付きハードカバー。全20巻。

## 一覧
1. 『恐怖の旅客機 - 名探偵ポワロ』（クリスチー、白木茂訳）1968
2. 『赤い舞踏靴の秘密』（キーン（英語版）、谷村まち子訳）1968 - 少女探偵ナンシー・ドルー
3. 『幽霊面』（サットン、福島正実訳） 1968
4. 『魔女人形の秘密』（ワート（英語版）、丹野節子訳） 1968
5. 『大時計は見ていた』（アイリッシュ、内田庶訳） 1968
6. 『青列車の謎』（クリスチー、常盤新平訳） 1968
7. 『謎の四十面相』（ハンショー（英語版）、北川幸比古訳） 1968
8. 『歌う白骨』（ウールリッチ、矢野徹訳） 1968
9. 『空駆ける少女探偵』（ウエルズ（英語版）、岡上鈴江訳） 1968 - 少女スチュワーデス・ビッキー＝バー
10. 『幽霊の階段』（キーン、中尾明訳） 1968
11. 『みさき荘の怪事件 - 名探偵ポワロ』（クリスチー、山主敏子訳） 1968
12. 『消える影の謎』（サットン、塩谷太郎訳） 1968 - 探偵少女ジュディー
13. 『目撃者はたれか』（フェラース、浜田けい子訳） 1968
14. 『消えた地図の行くえ』（キーン、土居耕訳） 1968
15. 『ライラック・インの謎』（キーン、龍口直太郎訳） 1968 - 少女探偵ナンシー・ドルー
16. 『病院の怪事件』（パトリック、亀山龍樹訳） 1968
17. 『赤毛の悪魔』（フィルポッツ、久米穣訳） 1968
18. 『夜の予言者』（アイリッシュ、津名原諒訳） 1968
19. 『ふしぎな手紙』（キーン、桐村郷子訳） 1968 - 少女探偵ナンシー・ドルー
20. 『密室の怪事件』（ルルー、久米元一訳） 1968